# صرفيت
صرفيت هي بلدة تتبع ولاية ضلكوت في محافظة ظفار في عمان على ساحل بحر العرب، بالقرب من الحدود مع اليمن. هناك حاجز حدودي دولي في سارفيت. تقع مستوطنة حوف على الجانب اليمني من الحدود.

## تاريخ
كان هناك الكثير من الصراع في المنطقة بين الحكومة العمانية والمقاتلين المسلحين المتأثرين بالشيوعية خلال تمرد ظفار في الستينيات والسبعينيات من القرن الماضي. في 9 حزيران / يونيو 1975، شن هجوم صاروخي بقذائف الهاون على صرفيت. في سبتمبر 1975، ردت القوات الحكومية واتخذت إجراءات عسكرية رسمية ضد الجبهة الشعبية لتحرير عمان. بقيادة جون أكهورست، شن لواء ظفار التابع للقوات المسلحة العمانية هجوماً تحويلياً من حامية الحكومة على قمة الجبل في صرفيت.